# Південь штату Ріо-де-Жанейро (мезорегіон)
Південь штату Ріо-де-Жанейро (порт. Mesorregião do Sul Fluminense) — адміністративно-статистичний мезорегіон в Бразилії, входить в штат Ріо-де-Жанейро. Населення становить 1030 тис. чоловік на 2006 рік. Займає площу 7918,501 км². Густота населення — 130,1 чол./км².

## Склад мезорегіону
В мезорегіон входять наступні мікрорегіони:
1. Південно-центральна частина штату Ріо-де-Жанейро
2. Баїа-да-Ілья-Гранді
3. Барра-ду-Піраї
4. Валі-ду-Параїба-Флуміненсі

| Бразилія | Це незавершена стаття з географії Бразилії. Ви можете допомогти проєкту, виправивши або дописавши її. |